# Simulation de pluie
Pour les articles homonymes, voir Simulation.
La simulation de pluie est une technique de mesure permettant de quantifier les caractéristiques hydrophysiques des sols et la propension à détacher des particules plus ou moins fines du sol par la pluie. Ces essais se font quel que soit le degré d'inclination de la pente et le taux de couverture végétale, autant que la zone soit non couverte par des arbres ou arbustes de taille supérieure à 2 ou 3 mètres de hauteur. La mesure de l’infiltration et du ruissellement sous les pluies simulées peut se faire sur une surface variable en fonction du terrain à l’étude. Elle doit permette de reproduire les caractéristiques des précipitations naturelles en contrôlant la durée, l’intensité et la fréquence de la pluie.

## Principe
Des simulateurs de pluies sont utilisés pour travailler à différentes échelles allant de quelques dizaines de centimètres carrés en laboratoire à 400 m2 au champ. Le but est d’apporter au sol une quantité d’eau sous forme d’une pluie artificielle ayant des caractéristiques similaires à celles d’une pluie naturelle. La taille des gouttes et l’énergie cinétique de ces pluies ont été étalonnées avec celle naturelles pour une corrélation très élevée pour les appareillages utilisés,. Tous les simulateurs de pluie doivent permettre d’étudier les interactions entre la dynamique des surfaces lors d'averses d’intensité variable et la cinétique d’infiltration de l'eau dans les sols. Cependant l’échelle de la mesure est variable en fonction des objectifs visés, notamment pour la quantification des pertes en sol.

## Histoire
Les premiers appareils ont été conçus dès les années 1940 puis 1960, notamment aux États-Unis. Ces simulateurs de pluies de grande taille, de type Swanson et de type Bonn, Basel, Trier sont décrits par Streck et Cogo, Kainz et al. et USDA. Ils ont été très utilisés pour effectuer des mesures sur des parcelles de mesure de l’érosion, de surface variant de 30 à 200 m2. Les grands simulateurs de pluie permettent donc de comprendre les processus d’érosion sur des échelles permettant le suivi du détachement des particules mais aussi leur transport et leur dépôt par le ruissellement. 
Pour pouvoir travailler à des échelles plus petites et avec donc plus de possibilités de répétitions, des mini-simulateurs de pluie ont été mis au point dans les années soixante-dix,,,,. 
D’autres plus sophistiqués, de 1 à 15 m2 sont apparus dans les années 1980 jusqu’aux années 2000. Les plus petits simulateurs de pluie permettant des tests de mesures du taux d’infiltration ont été utilisés par Miller , Tossell et al. et Ogden et al.. D’autres ont permis de travailler en variant la taille des gouttes d’eau et donc des valeurs d’énergie cinétique différentes par modifications de pression et différents types de gicleurs,,,,. Certains auteurs ont travaillé à la fois en laboratoire et au champ avec des outils similaires. 
Dans les années quatre-vingt-dix, des micro-simulateurs de pluies dont la mesure s’effectue sur moins 1/4 de mètre carré sont apparus. Leur utilisation est prévue pour des conditions extrêmes, à relief accidenté et sous forêt dense mais l’intérêt majeur est en laboratoire. Ils y sont le plus souvent utilisés pour déterminer des coefficients d’infiltration sur colonne de différents sols et différents paillis,,,. Ils permettent aussi d’étudier la dispersion de pesticides, ou sont utilisés pour des études très spécifique telle la dégradation des turricules de vers de terre.

## Résultatsin situ
Les appareillages les plus utilisés sont les mini-simulateurs de pluie travaillant entre 1 et 15 m2 qui offrent des possibilités très nombreuses d’étude en champs. Ils ont permis d’étudier les facteurs contrôlant l’infiltration et les processus de pertes en sol tel l’importance de la végétation sur petites parcelles d’un mètre carré,. Plus spécifiquement, l’évolution de la porosité des sols  ou biologique ainsi que l’incidence pour structuration des sols de la dispersion des eaux usées ont été caractérisés grâce à ces outils.
De plus, les mesures de perte en sol à l’échelle du mètre carré sous simulation de pluies ont été nombreuses en milieux tempérés et tropicaux,,. Certaines formes d’érosion telle l’affaissement des parois de ravine a aussi été testé grâce à cet outil. La susceptibilité des sols à l’érosion a aussi été étudiée pour les passages de différents utilisateurs : piétons, animaux, véhicules à deux roues et véhicules tous-terrains en milieu de pâturage ou forestier. Finalement, les mini-simulateurs de pluies permettent d’étudier la dispersion d’éléments fertilisants,, de pesticides, de bactéries et la dispersion de pathogènes des végétaux,.
Un des intérêts majeurs des mini-simulateurs de pluies est leur versatilité d’usage, notamment par leur consommation en eau modérée et par leur facilité à être déplacés. Ainsi ont-ils été utilisé en milieu naturel semi-aride,,, ;  en milieu sub-humide et forte pente,, et humide tout comme en milieu de moyenne et haute montagne,, ou l’accès à l’eau peut-être modeste et les cheminements difficiles.